# Ertuğrul Osman V
Ertugrul Osman V (Império Otomano, 12 de agosto de 1912 - Istambul, 23 de setembro de 2009) foi o chefe da dinastia Osmanli (que governou o Império Otomano de 1281 até 1923, quando a Turquia se tornou uma república). Foi neto de Abdulamide II, sultão de 1876 a 1909. Era conhecido como o Último Otomano.
Em 1924, quando estudava em Viena, Áustria, recebeu a notícia que todos os membros da família do sultão foram enviados para o exílio. Não retornou à Turquia até à década de 1990, quando o governo da Turquia lhe concedeu a cidadania turca. Viveu em Manhattan desde a década de 1940. Tornou-se chefe da dinastia Osmanli em 1994.
Ertuğrul Osman V morreu aos 97 anos. O ministério da cultura turca declarou que sua morte foi decorrente de ataque cardiaco. Sua esposa, que estava ao seu lado no momento da morte, confirmou a causa da morte. Osman V morreu em um hospital em Istambul, após passar uma semana internado.